# Republic (Kansas)
Republic es una ciudad ubicada en el condado de Republic en el estado estadounidense de Kansas. En el año 2010 tenía una población de 116 habitantes y una densidad poblacional de 165,71 personas por km².

## Geografía
Republic se encuentra ubicada en las coordenadas 39°55′25″N 97°49′21″O / 39.92361, -97.82250 (39.923636, -97.822412).

## Demografía
Según la Oficina del Censo en 2000 los ingresos medios por hogar en la localidad eran de $27,679 y los ingresos medios por familia eran $33,750. Los hombres tenían unos ingresos medios de $26,250 frente a los $16,250 para las mujeres. La renta per cápita para la localidad era de $18,399. Alrededor del 9.7% de la población estaban por debajo del umbral de pobreza.